# Музей Анри-Лекок
Музей естественной истории Анри-Лекок (фр. Muséum d'histoire naturelle Henri-Lecoq) — естественнонаучный музей, расположенный в Клермон-Ферране (департамент Пюи-де-Дом). Назван в честь натуралиста Анри Лекока, чьё наследие для города Клермон-Ферран легло в основу коллекций музея. Здесь представлены богатые коллекции по различным направлениям естественных наук.

## История
Официальное открытие музея состоялось в 1873 году. Анри Лекок завещал свою коллекцию городу Клермон-Феррану, который, купив его особняк, превратил его в музей.

## Коллекция
В ботаническом отделе хранится более 200 тыс. представителей растительного мира, в том числе:
- гербарий, насчитывающий более 150 тыс. образцов, включая гербарий Лекока;
- коллекция семян;
- коллекция пыльцы;
- гипсовые модели груш и грибов XIX века.

Гербарий музея Лекока расположен рядом с университетскими гербариями Клермон-Феррана, которые насчитывают более 430 тыс. образцов и представляют собой третью по величине университетскую коллекцию во Франции и четвёртую по величине национальную коллекцию.
Эти гербарии закрыты для публики.
Геологический отдел располагает большой коллекцией горных пород и минералов, включая коллекцию вулканических пород региона, а также коллекцию драгоценных и полудрагоценных камней.
В музее собрана коллекция окаменелостей из Оверни и других регионов.
В зоологических коллекциях музея представлено более 300 тыс. представителей животного мира Оверни и других регионов, включая:
- Чучела животных в естественной среде обитания, представленных в залах музея, позвоночных;
- Энтомологическая коллекция включает около 200 тыс. насекомых в коллекции, включая коллекцию, завещанную колеоптерологом Анри Вене (62 тыс. экземпляров из Палеарктики). Среди необычных экспонатов — экземпляр легендарного эндемика Оверни Aphodius arvernicus, который оказался научной мистификацией[3].
- Малакологическая коллекция, насчитывающая около 100 тыс. раковин. В Музее естественной истории хранится коллекция Пьера-Луи Дюкло, приобретенная в 1854 году Анри Лекоком, состоящая из 80 тыс. экземпляров со всего мира, представляющих все группы моллюсков.

В музее хранятся коллекции научных и технических приборов, которые когда-то были частью коллекций великих учёных. Среди экспонатов музея — суммирующая машина Паскаля, изобретённая Блезом Паскалем, — первая машина в истории механических вычислений.

### Архив и библиотека
Музей владеет и представляет на своих выставках исторические произведения, пластины, карты и архивы. Научная библиотека музея, доступная по предварительной записи, содержит более 20 тыс. научных работ, более 400 журналов и научные архивные коллекции.

Коллекции музея
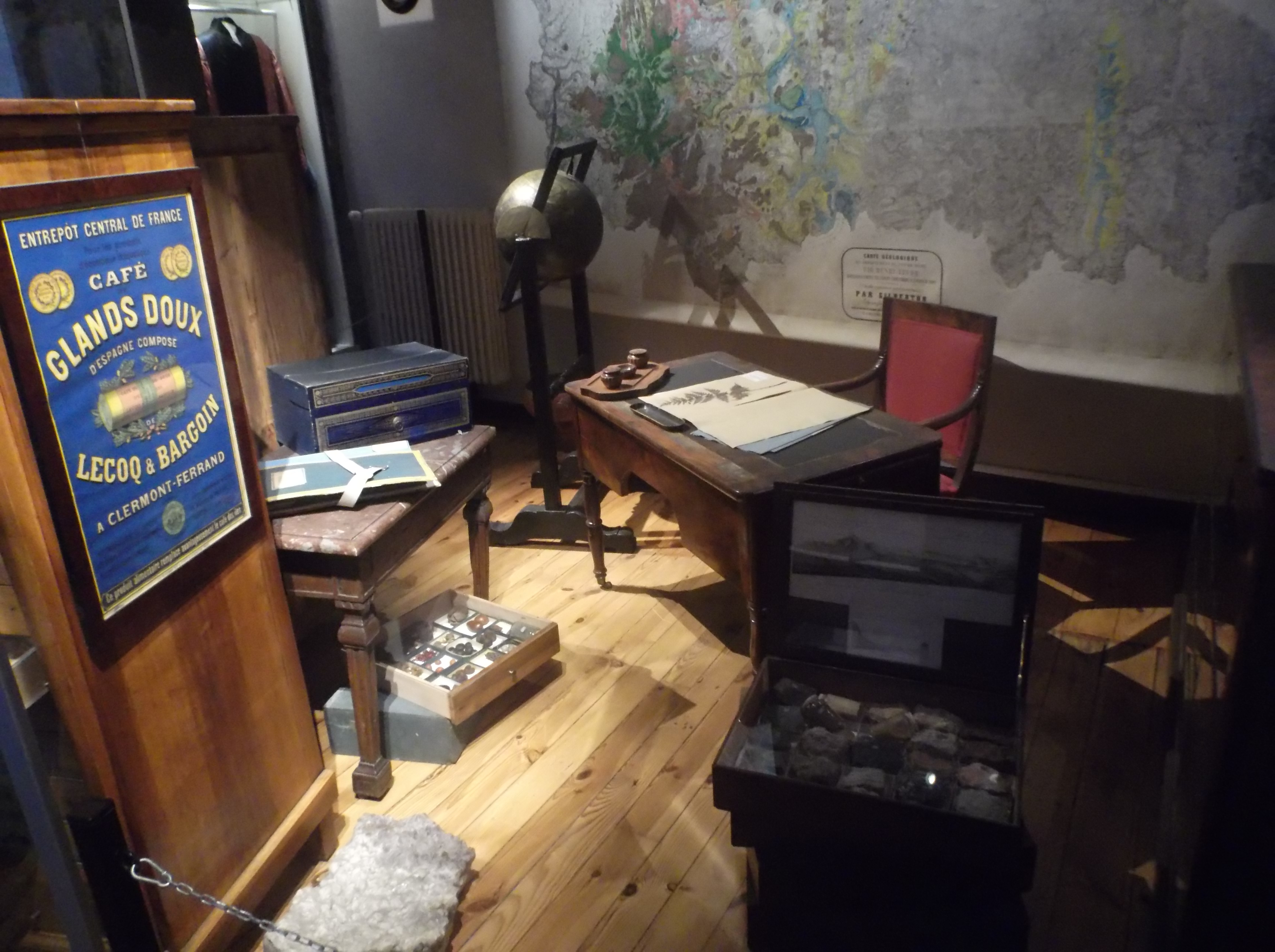
Кабинет Анри Лекока
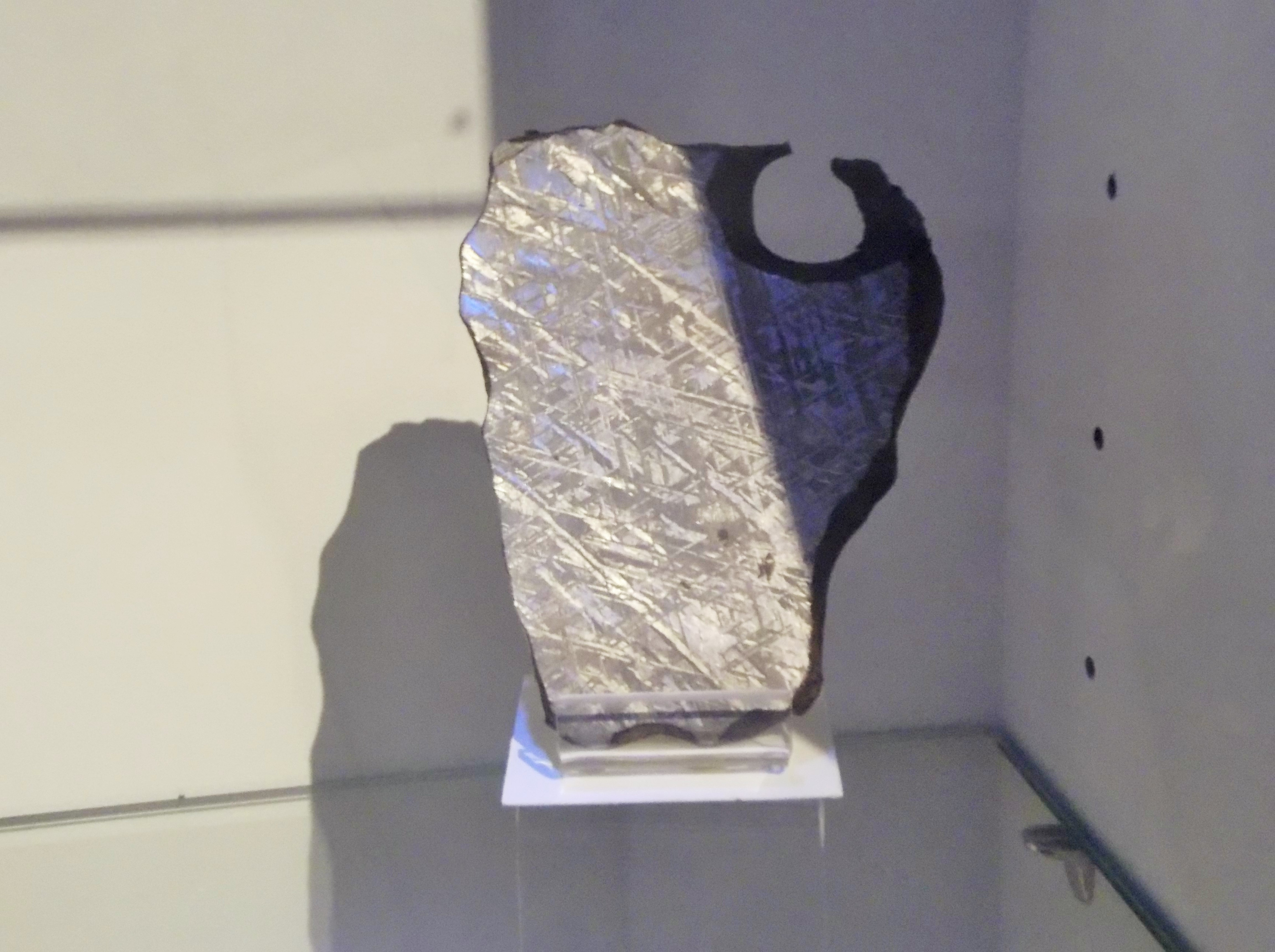
Метеорит Гибеон
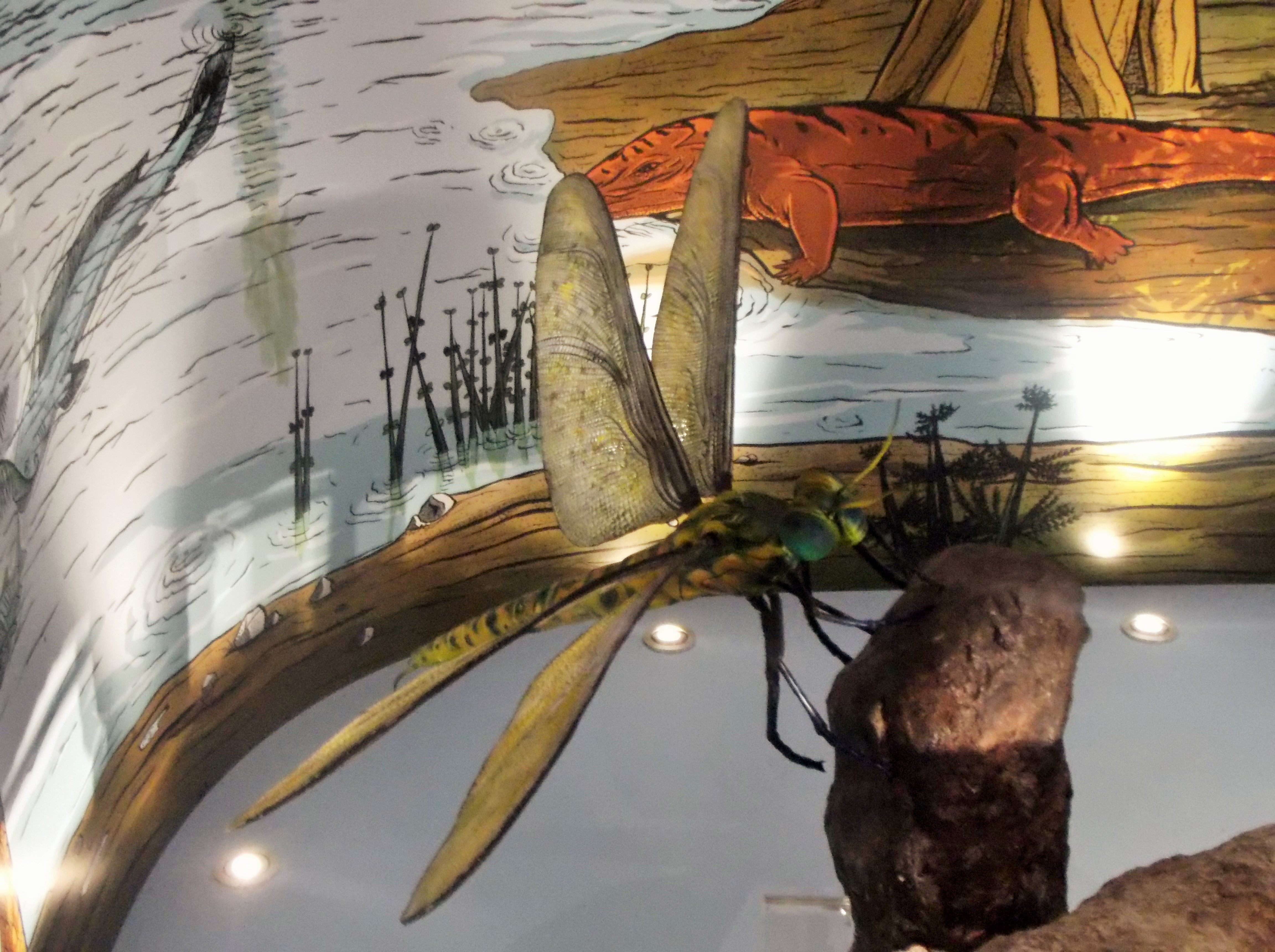
Реконструкция гигантской стрекозы меганевры (Meganeura).
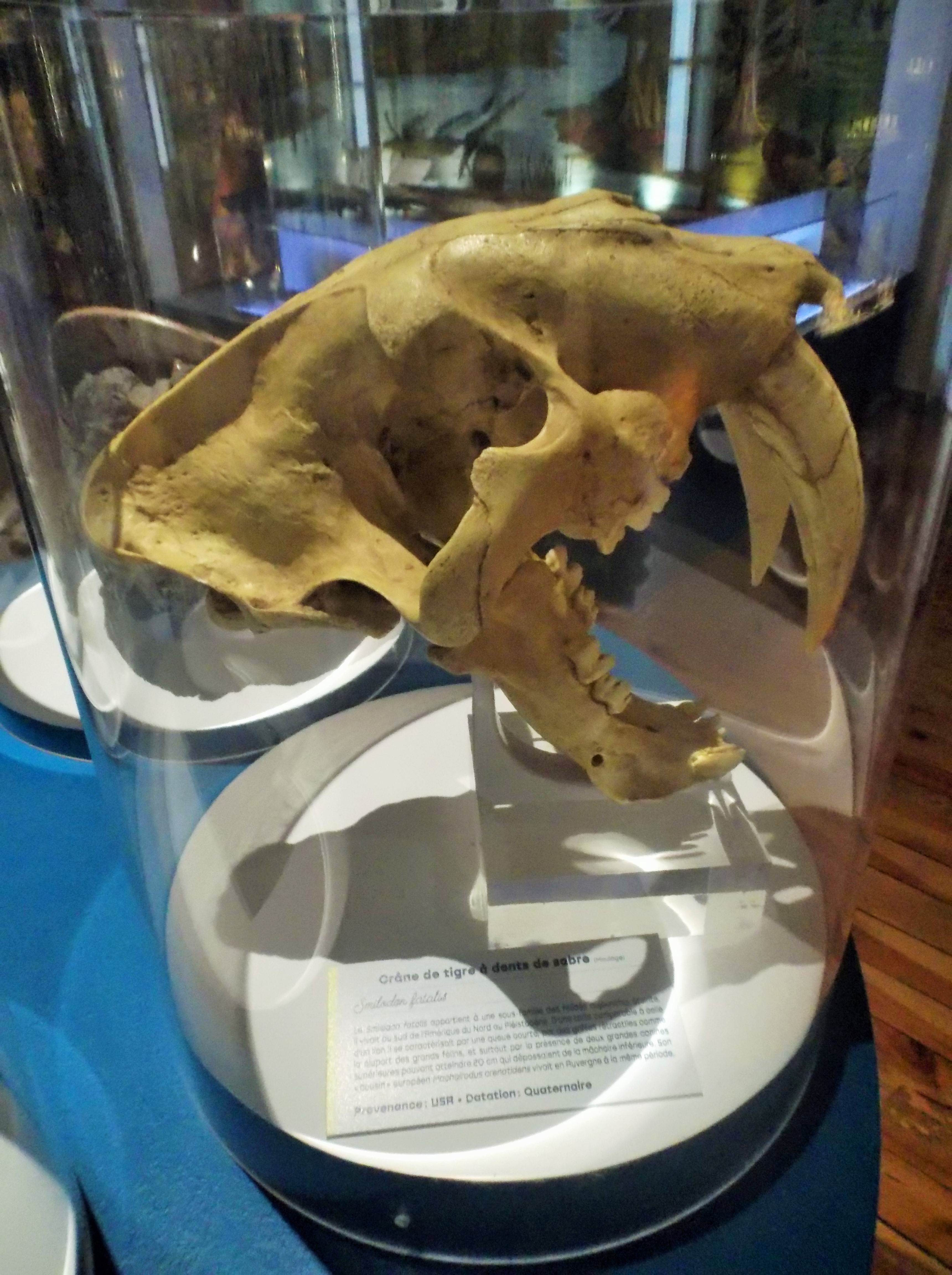
Череп смилодона
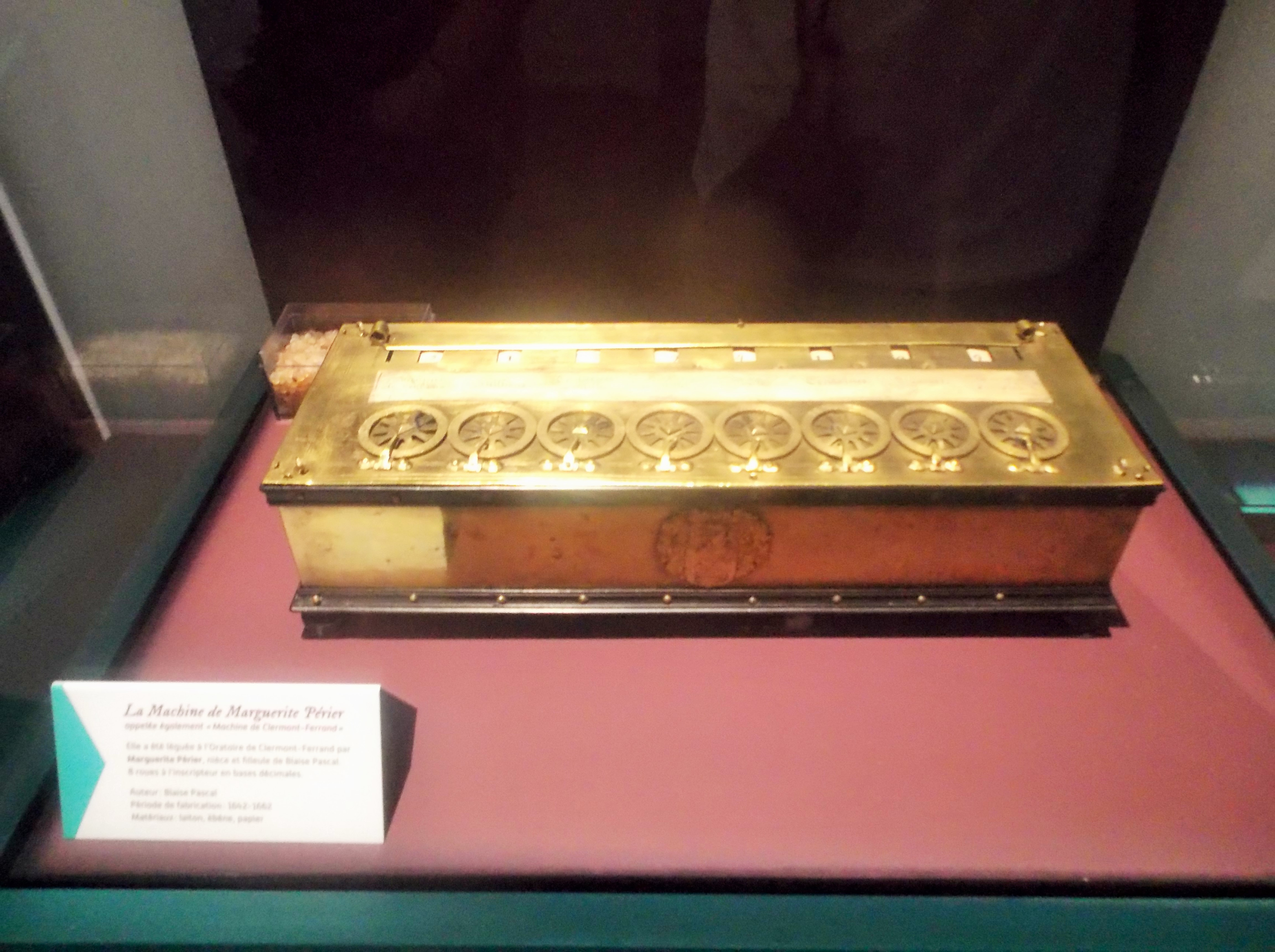
Суммирующая машина Паскаля